# Chorisoblatta gerardi
Chorisoblatta gerardi är en kackerlacksart som först beskrevs av Hanitsch 1950.  Chorisoblatta gerardi ingår i släktet Chorisoblatta och familjen småkackerlackor. Inga underarter finns listade i Catalogue of Life.